# Bicaz (Neamț)
Bicaz (in ungherese Békás) è una città della Romania di 8 638 abitanti, ubicata nel distretto di Neamț, nella regione storica della Moldavia. 
Fanno parte dell'area amministrativa anche le località di Capșa, Dodeni, Izvoru Alb, Izvoru Muntelui, Potoci e Secu.
Fino agli anni cinquanta Bicaz era un piccolo villaggio di montagna la cui economia si basava essenzialmente sulle attività forestali: i tronchi che venivano tagliati nei boschi circostanti venivano legati tra di loro a formare una sorta di zattera che, condotta da una persona che vi si accomodava sopra, veniva fatta scendere lungo il torrente Bicaz fino alle industrie che li lavoravano a Piatra Neamț.
In quel periodo venne costruita una diga, con la formazione di un lago artificiale, destinata alla produzione di una centrale elettrica per fornire energia ad una grande cementeria, costruita contemporaneamente; tale cementeria, una delle più grandi della Romania, è tuttora operativa e fa capo ad un gruppo cementiero tedesco.

## Amministrazione

### Gemellaggi
- Moldavia, Orhei
- Belgio, Hasselt
- Svizzera, Losanna
- Italia, Brembate di Sopra, Piazzola sul brenta